# 杜勒西达斯
戈斯瓦弥·杜勒西达斯 （1532年—1623年），又译杜罗悉陀、瞿悉伐弥·杜罗悉陀悉，古印度作家、诗人，因《罗摩功行录》而著名。

## 生平
1532年，杜勒西达斯出生在古印度（今北方邦阿拉哈巴德）的一个婆罗门家庭。幼年时，杜勒西达斯的父母就去世了，他以乞讨为生。
15岁时，杜勒西达斯被人收养，他跟着师傅在今贝拿勒斯学习梵文和宗教典籍。
25岁时，杜勒西达斯开始写作。
杜勒西达斯结婚之后抛弃妻子，出家为印度教僧人。后来，杜勒西达斯在阿逾陀写了《罗摩功行录》。
晚年时，杜勒西达斯居住贝拿勒斯。

## 作品
其作品由翻译家金鼎汉译成中文，以简体字出版。
- （中文（简体））.

- （中文（简体））.

- （中文（简体））.

- （中文（简体））.

- （中文（简体））.

- （中文（简体））.